# Sint-Vincentiuskerk (Deursen)
De Sint-Vincentiuskerk is een rooms-katholieke kerk in de Nederlandse plaats Deursen. De kerk was oorspronkelijk gewijd aan Vincentius Madelgarius, stichter van enkele abdijen, maar later is de patroonheilige veranderd naar Vincentius van Zaragoza.
De abdij van Zinnik had rondom Deursen eigendom en zo ontstond er een band tussen die plaats en Deursen. In Zinnik staat de Sint-Vincentiuskerk, waarop in Deursen ook Vincentius Madelgarius werd vereerd. In 1745 was er een kerk gebouwd in Deursen, maar eind 19e eeuw werd deze te klein. Er werd gekozen voor de bouw van een nieuwe kerk, naar ontwerp van architect Cornelis van Dijk. De kerk werd in de jaren 1874-1877 gebouwd.
De kerk is opgezet als eenbeukige, pseudobasilicale  kerk in neogotische bouwstijl, aan drie zijden ondersteund door steunberen. Aan de oostzijde bevindt zich een driezijdig gesloten priesterkoor voorzien van glas-in-loodramen van Raymond van Bergen. Aan de westzijde bevindt zich een vierkante kerktoren bestaande uit vier geledingen, waarin spitsboogvensters zijn verwerkt. De spits is in 1919 toegevoegd.
De kerk zelf is een gemeentelijk monument. Drie onderdelen van de kerk zijn in 1965 als rijksmonument aangewezen. Dit zijn: een grafzerk in blauw steen in het torenportaal waarin een alliantiewapen en ornament zijn verwerkt. De andere twee aangewezen onderdelen zijn twee kerkklokken. Een klok uit 1589 en een klok uit 1622. De laatste is gegoten door Henricus Wegewaert in Enkhuizen.

## Galerij

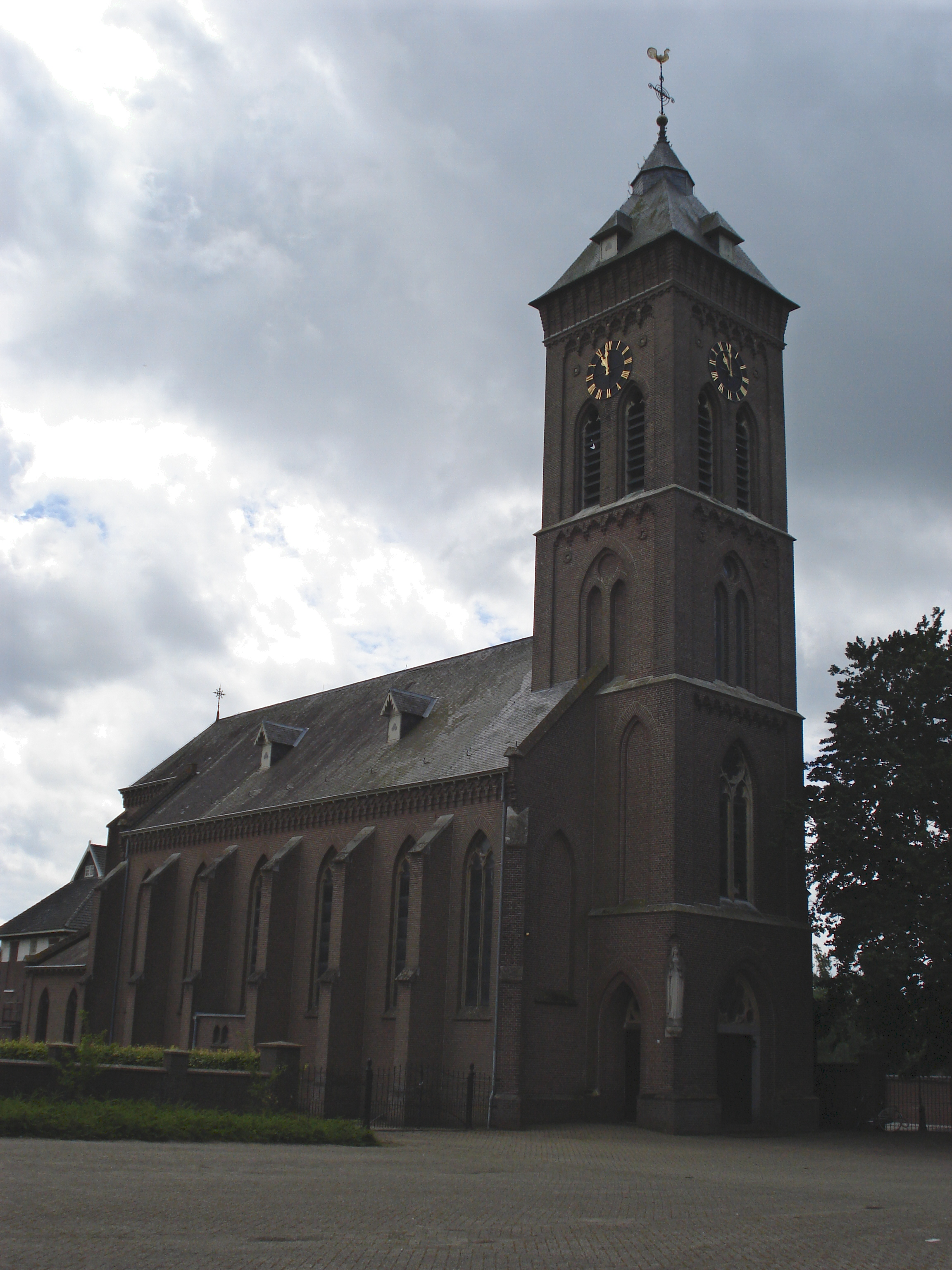
Aanzicht (2007)
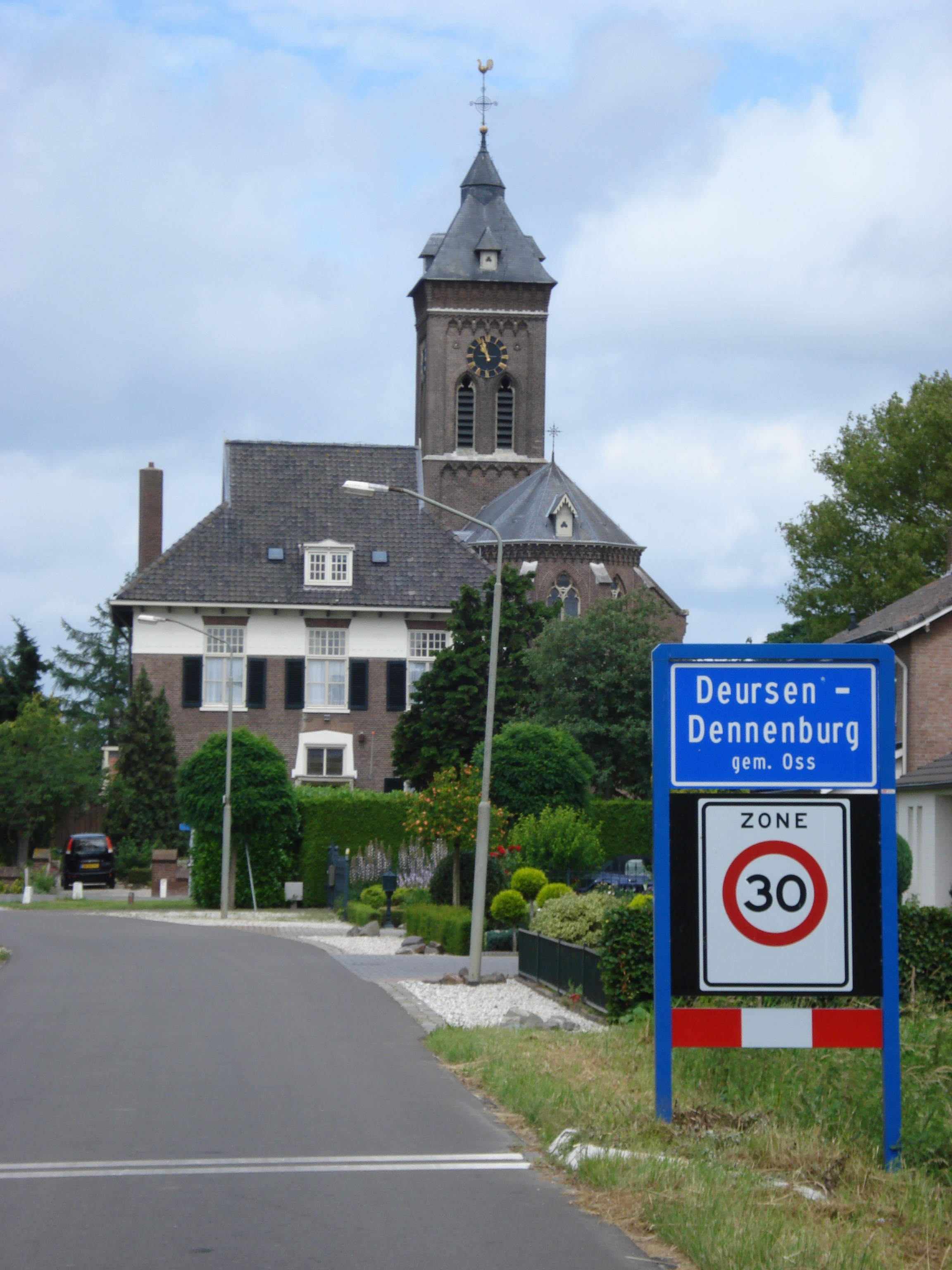
In het straatbeeld (2007)
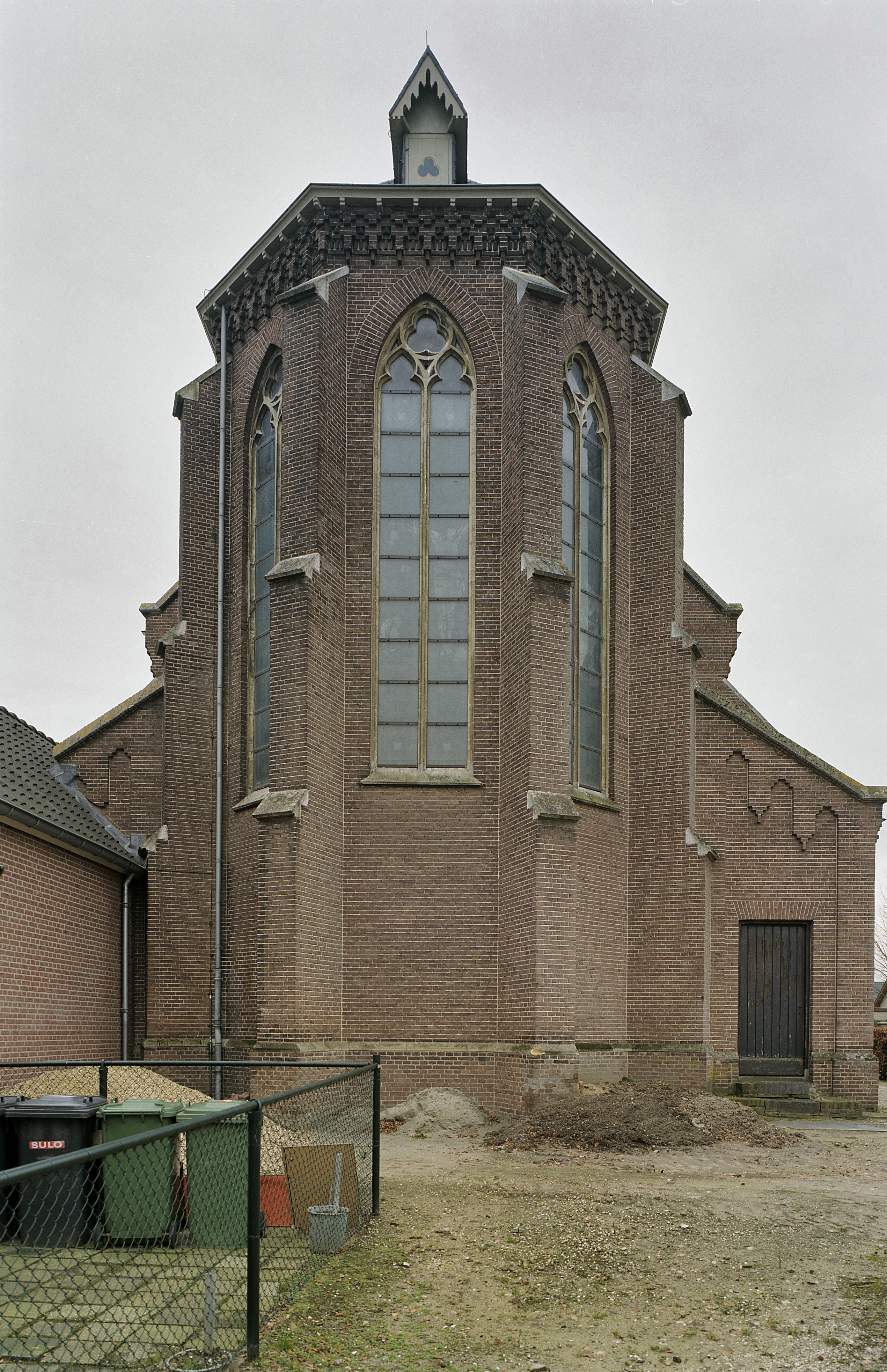
Buitenzijde priesterkoor
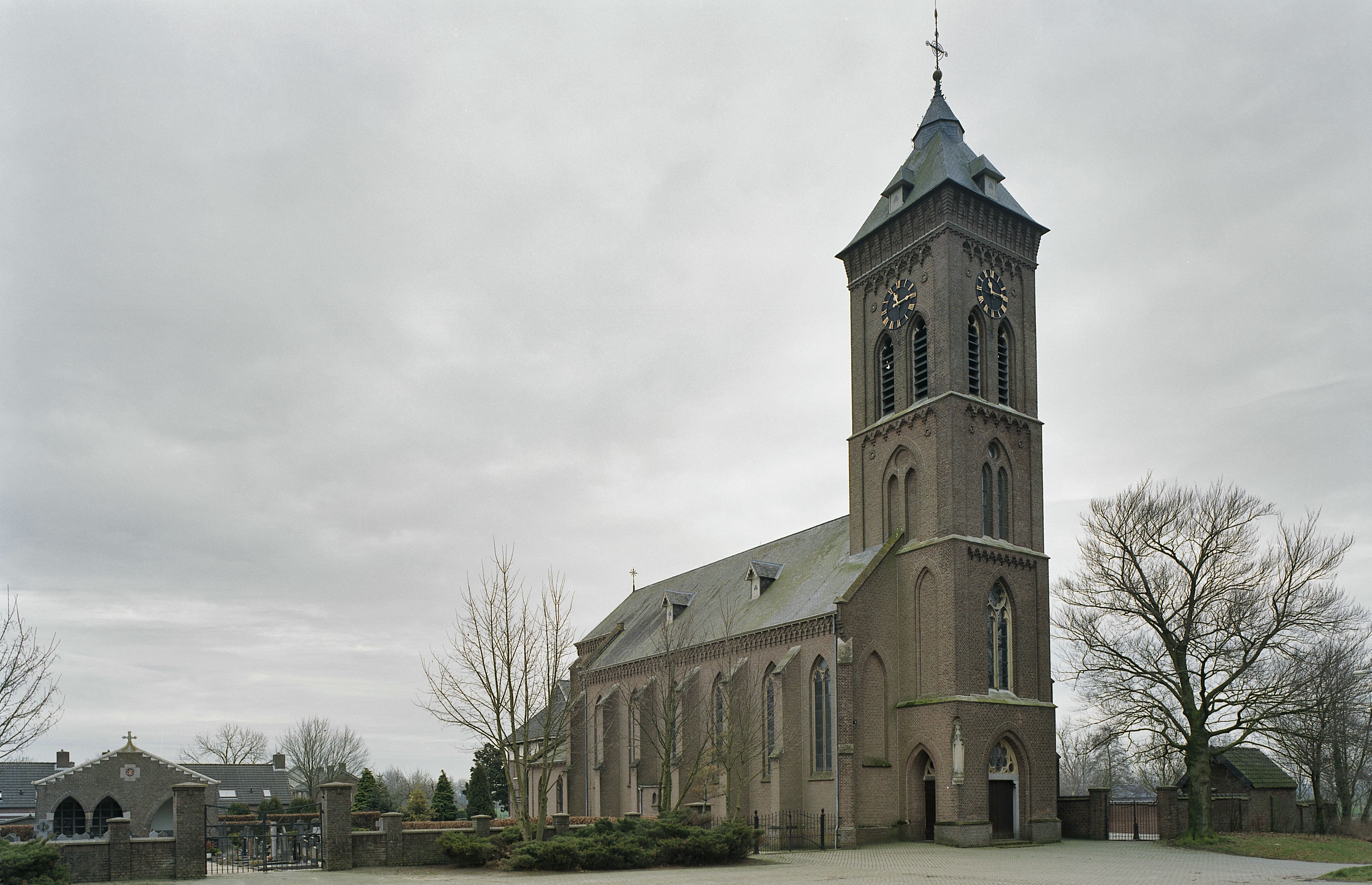
Kerk in 2004